# Alfa Romeo 185T
Chronologie des modèles (1985)
Alfa Romeo 184T Alfa Romeo 184TB
L'Alfa Romeo 185T est une monoplace de Formule 1 engagée par l'écurie italienne Alfa Romeo lors des huit premières courses du championnat du monde de Formule 1 1985 avec Riccardo Patrese et Eddie Cheever.

## Historique
L'Alfa Romeo 185T est une voiture peu fiable : en effet, lors des quatre premières manches de la saison, aucun pilote ne rallie l'arrivée, notamment en raison de nombreux problèmes de moteur. Eddie Cheever parvient néanmoins à obtenir une quatrième place sur la grille de départ à Monaco mais abandonne au dixième tour après avoir chuté en fond du peloton, en raison d'une défaillance d'alternateur,.
Au Grand Prix du Canada, les deux 185T franchissent pour la première fois la ligne d'arrivée, Patrese terminant dixième à deux tours du pilote Ferrari Michele Alboreto et Cheever dix-septième et dernier, à six tours du vainqueur. 
À Detroit, le pilote américain qualifié en septième position, est relégué au fond de grille dès le premier tour ; il profite des multiples abandons pour terminer neuvième alors que son coéquipier abandonne au bout de dix-neuf tours à la suite d'un problème électrique,,.
En France, Cheever et Patrese terminent dixième et onzième, à un tour du vainqueur Nelson Piquet, sur Brabham.
Au Grand Prix de Grande-Bretagne, Alfa Romeo, insatisfaite des performances de sa monoplace, confie une version B de la 184T de la saison précédente à Eddie Cheever. En qualifications, l'Américain se qualifie en vingt-deuxième position alors que Patrese, sur la 185T, effectue le quatorzième temps de la séance. Cheever domine son coéquipier mais abandonne au dix-septième tour sur casse de turbocompresseur. Patrese termine l'épreuve britannique en neuvième position, seconde meilleure performance de la 185T, à trois tours du pilote McLaren Alain Prost,,.
À la suite de cette expérience, Alfa Romeo prend la décision de retirer la 185T à la fin du Grand Prix de Grande-Bretagne, pour reprendre la compétition avec le modèle précédent, l'Alfa Romeo 184T, légèrement remanié en version 184TB.

## Alfa Romeo 185
En 1986, Alfa Romeo, qui s'est retiré de la Formule 1, conçoit un nouveau moteur quatre cylindres pour l'écurie Ligier qui doit l'engager en 1987. Le moteur est testé par le Français René Arnoux sur le circuit de Balocco en Italie, avec un châssis 185T adapté pour l'occasion.
En raison des critiques du Français à l'égard du moteur Alfa Romeo, la firme italienne rompt son contrat avec l'écurie française dès le Grand Prix du Brésil 1987, première manche de la saison,.

## Résultats en championnat du monde de Formule 1
| Saison | Écurie                   | Moteur             | Pneus    | Pilotes          | Courses | Courses | Courses | Courses | Courses | Courses | Courses | Courses | Courses | Courses | Courses | Courses | Courses | Courses | Courses | Courses | Points inscrits | Classement |
| Saison | Écurie                   | Moteur             | Pneus    | Pilotes          | 1       | 2       | 3       | 4       | 5       | 6       | 7       | 8       | 9       | 10      | 11      | 12      | 13      | 14      | 15      | 16      | Points inscrits | Classement |
| ------ | ------------------------ | ------------------ | -------- | ---------------- | ------- | ------- | ------- | ------- | ------- | ------- | ------- | ------- | ------- | ------- | ------- | ------- | ------- | ------- | ------- | ------- | --------------- | ---------- |
| 1985   | Benetton Team Alfa Romeo | Alfa Romeo 890T V8 | Goodyear |                  | BRÉ     | POR     | SMR     | MON     | CAN     | DET     | FRA     | GBR     | ALL     | AUT     | P-B     | ITA     | BEL     | EUR     | AFS     | AUS     | 0               | 13e        |
| 1985   | Benetton Team Alfa Romeo | Alfa Romeo 890T V8 | Goodyear | Riccardo Patrese | Abd     | Abd     | Abd     | Abd     | 10e     | Abd     | 11e     | 9e      |         |         |         |         |         |         |         |         | 0               | 13e        |
| 1985   | Benetton Team Alfa Romeo | Alfa Romeo 890T V8 | Goodyear | Eddie Cheever    | Abd     | Abd     | Abd     | Abd     | 17e     | 9e      | 10e     |         |         |         |         |         |         |         |         |         | 0               | 13e        |

Légende : ici